# Real Betis Balompié 2003-2004
Questa pagina raccoglie i dati riguardanti il Real Betis Balompié nelle competizioni ufficiali della stagione 2003-2004.

## Stagione
Il Real Betis finisce al nono posto in classifica.
In Coppa del Re viene eliminato agli ottavi di finale.

## Maglie e sponsor
- Kappa

## Rosa
| N. |                    | Ruolo | Calciatore              |
| -- | ------------------ | ----- | ----------------------- |
| 1  | Spagna (bandiera)  | P     | Toni Prats              |
| 2  | Spagna (bandiera)  | D     | Luis Fernández          |
| 4  | Spagna (bandiera)  | D     | Juanito                 |
| 5  | Spagna (bandiera)  | D     | David Rivas             |
| 6  | Spagna (bandiera)  | A     | Daniel Martín Alexandre |
| 7  | Spagna (bandiera)  | D     | Fernando Varela Ramos   |
| 8  | Spagna (bandiera)  | C     | Arzu                    |
| 9  | Spagna (bandiera)  | C     | Fernando                |
| 10 | Spagna (bandiera)  | C     | Juanjo Cañas            |
| 11 | Brasile (bandiera) | C     | Denílson                |
| 13 | Spagna (bandiera)  | P     | Pedro Contreras         |
| 14 | Spagna (bandiera)  | C     | Capi                    |
| 17 | Spagna (bandiera)  | C     | Joaquín                 |

| N. |                      | Ruolo | Calciatore      |
| -- | -------------------- | ----- | --------------- |
| 18 | Uruguay (bandiera)   | D     | Washington Tais |
| 34 | Uruguay (bandiera)   | D     | Alejandro Lembo |
| 19 | Spagna (bandiera)    | C     | Ismael Santiago |
| 20 | Brasile (bandiera)   | C     | Marcos Assunção |
| 21 | Spagna (bandiera)    | A     | Alfonso Pérez   |
| 23 | Spagna (bandiera)    | C     | Benjamín        |
| 24 | Argentina (bandiera) | A     | Martín Palermo  |
| 25 | Spagna (bandiera)    | C     | Pablo Niño      |
| 26 | Spagna (bandiera)    | A     | Tote            |
| 27 | Spagna (bandiera)    | D     | Melli           |
| 28 | Spagna (bandiera)    | A     | Tati            |
| 30 | Spagna (bandiera)    | P     | Toni Doblas     |
| 31 | Spagna (bandiera)    | D     | Ito             |